# 長くつ下のピッピ (架空の人物)
長くつ下のピッピ（ながくつしたのピッピ、典: Pippi Långstrump）またはピッピ・ナガクツシタは、スウェーデンの作家アストリッド・リンドグレーンによる同名の児童書シリーズに登場する架空の主人公である。学校を休んだときに母親にお見舞いの話を頼んだリンドグレーンの娘であるカリンがピッピと名付けた。
赤毛でそばかすだらけのピッピは、型破りで、片手でウマを持ち上げられるほどの超人的な強さを持っている。彼女は遊び好きで、予測不可能である。理不尽な大人をバカにすることも多く、特に偉そうで人を見下したような態度をとる大人には怒りを感じる。怒りの感情は、人間がウマを酷使する時のような、極端な場合に現れる。ピッピはピーターパンのように、大人になりたくない。ピッピはバッカニアの船長の娘で、そのことについても冒険談を持っている。彼女の4人の親友は、ウマとサル、そして隣人の子供であるトミーとアニカである。
リンドグレーンの最初の原稿は、1944年にボンーニール社に断られた後、ラベン&シェーグレン社に受け入れられた。1945年から1948年にかけて、3冊の児童書（『長くつ下のピッピ』、『ピッピ 船にのる』、『ピッピ 南の島へ』）が出版され、その後、3つの短編の出版と多くの絵本化が行われた。これらの作品は2018年時点で76言語に翻訳され、いくつかの映画やテレビシリーズも作られている。

## 人物
ピッピ・ナガクツシタは9歳の女の子である。第1作目の始まりにごたごた荘へ引越してくる。小説では名前がないが、映画では「Lilla Gubben（ちっちゃな老人）」と呼ばれるウマと、ニルソンさんと呼ばれるサルと一緒に暮らしている。ピッピはすぐに、隣に住むセッターグレン家のトミーとアニカという2人の子どもたちと仲良くなる。母親はピッピが生まれてすぐに亡くなり、父親のエフライム・ナガクツシタ船長は海で行方不明になり、最終的には南海の島の王様になっていた。ピッピは、村の権力者たちが定期的に「子供の人生はこうあるべきだ」という文化的な期待に従わせようとするにもかかわらず、社会的な慣習にとらわれずに楽しく生きている。エヴァ・マリア・メトカーフによれば、ピッピは「そばかすとボロボロの服が大好きで、野生の想像力を抑えようともしないし、礼儀作法を身につけようともしない」。ピッピはまた、物語を語るのが好きで、それはしばしばほら話の形をとる。
アストリッド・リンドグレーンはピッピについて、「ピッピは、権力を持っていてもそれを乱用しない人に対する私の子供のような憧れを表している」と説明した。ピッピは自称「世界一つよい女の子」であるが、紛争を解決したり、他の子供たちをいじめから守ったりするために非暴力を用いることが多い。ピッピは、文芸評論家によって、「心が温かい」、「思いやりがある」、「親切」、「賢い」、「寛大」、「遊び心がある」、「大人の会話を凌駕するほど機知に富んでいる」など、さまざまな表現がなされている。ローラ・ホーフェルドは、ピッピの「天真爛漫さは、利己主義、無知、そして顕著な嘘の傾向を伴う」一方で、「同時に寛大で、機転が利き、賢く、自分にも他人にも誠実である」と書いた。

## 創作の過程
伝記作家のイェンス・アンデルセンは、A・S・ニイルやバートランド・ラッセルの理論のような1930年代の教育理論だけでなく、スーパーマンやターザンのような「永遠に強いキャラクター」が登場する現代の映画やコミックからも、ピッピはさまざまな影響と着想を得たことを示している。神話や童話、伝説に加えて、文学的には『不思議の国のアリス』、E.T.A.ホフマンの『不思議な子』、『赤毛のアン』、『あしながおじさん』などからキャラクターのインスピレーションを受けている。アンデルセンは、リンドグレーンがキャラクターを作り上げていた第二次世界大戦中の「人間嫌いで感情が乏しい時代」が最も大きな影響を与えたと主張している。アンデルセンによれば、原書版のピッピは「戦争の残虐さと悪に対する答えは、善意と寛大さとユーモアであるという、陽気な平和主義者であった」という。
ピッピは、リンドグレーンの娘カリンのために語られた枕元での物語に由来する。1941年の冬、病気で寝たきりになっていたカリンが、「ピッピ・ナガクツシタ（カリンがその場でつけた名前）の話をしてほしい」と言ったことから、リンドグレーンは「無限のエネルギー」を持った「決して敬虔ではない」少女の話を即興で作った。子供の頃のカリンは、自分とは全く違う性格だと感じていたピッピよりも、アニカやトミーに親近感を持っていたという。ピッピはリンドグレーン家の主役となり、カリンの友人やいとこたちも彼女の冒険を楽しんだ。1944年4月、足首を痛めて療養中のリンドグレーンは、ピッピの物語を速記で書き上げた。その清書した原稿は、5月21日にカリンのために手作りの本にして贈った。別の原稿は出版社のブンーイール社に送られたが、9月に「先進的すぎる」という理由で却下された。
デビュー作の児童文学『ブリット-マリはただいま幸せ』（1944年）で批評的な成功を収めたリンドグレーンは、1945年5月、『長くつ下のピッピ』の原稿をラベン&シェーグレン社の編集者である児童図書館員・評論家エルサ・オレニウスに送った。オレニウスは、一杯になった室内用便器を消火器として使うなどの「視覚的」な要素を修正し、6歳から10歳までの子どもを対象としたラベン&シェーグレン社のコンクールに応募するよう助言した。評論家のUlla Lundqvistは、原稿の3分の1が修正されたと推定している。文章や読みやすさを向上させるための変更もあれば、Lundqvistによれば「新しい謙虚さと優しさ、そしてわずかな憂鬱さを身につけた」ピッピのキャラクターや、「複雑ではない」台詞にも変更が加えられている。『長くつ下のピッピ』は第1位となり、1945年11月にイングリッド・ヴァン・ニイマンの挿絵で出版された。その後、2冊の本『ピッピ 船にのる』（1946年）と『ピッピ 南の島へ』（1948年）が出版された。絵本も数多く出版された。

## 名前
原語のスウェーデン語版ではピッピの本名はPippilotta Viktualia Rullgardina Krusmynta Efraimsdotter Långstrump（ピピロッタ・ヴィクトゥアリア・ルルガーディナ・クルスミュンタ・エフライムスドッテル・ロングストルンプ）とされる。ピッピの名字Långstrump（「長い靴下」）は簡単に他言語に翻訳されるものの、個人名は直接的に翻訳できない造語や多くの文化には親しみがない父称（Efraimsdotter）を含む。日本語訳版では以下のように訳されている。
- 大塚勇三訳（岩波書店） - ピッピロッタ・タベルシナジナ・カーテンアケタ・ヤマノハッカ・エフライムノムスメ・ナガクツシタ[28]
- 下村隆一訳（偕成社） - ピピロッタ＝ビクトリア＝ルルカーテン＝クルスミュンタ＝エフライムスドッテル＝ナガクツシタ[29]
- 冨原眞弓訳（角川つばさ文庫） - ピッピロッタ・タベモノドッサリ・ブラインドカーテン・カーリーミント・エフライムノムスメ・ナガクツシタ[30]
- 菱木晃子訳（岩波書店）- ピッピロッタ・タベリーナ・カーテンレーヌ・クルクルミント・エフライムノムスメ・ナガクツシタ[31]
- ピッピロッタ・ナンテゴチソウ・マドノユキ・サバオリミント・エフレムノムスメ・ナガクツシタ[32]

2005年、UNESCOは最も広く翻訳された本の一覧を発表した。児童文学に関しては、『長くつ下のピッピ』は5位（70言語）に入った。2017年現在、リンドグレーンの作品は100の言語に翻訳されていることが分かっている。以下は一部の言語でのピッピの名前である。
- アフリカーンス語 Pippi Langkous
- アルバニア語 Pipi Çorapegjata
- アラビア語 جنان ذات الجورب الطويل Jinān ḏāt al-Jawrab aṭ-Ṭawīl
- アルメニア語 Երկարագուլպա Պիպին Erkaragulpa Pipin
- アゼルバイジャン語 Pippi Uzuncorablı
- バスク語 Pippi Kaltzaluze
- ベラルーシ語 Піпі Доўгаяпанчоха Pipi Doŭhajapanchokha
- ブルガリア語 Пипи Дългото чорапче Pipi Dǎlgoto chorapche
- ブルトン語 Pippi hir he loeroù
- カタルーニャ語 Pippi Calcesllargues
- 中国語 长袜子皮皮 Chángwàzi Pípí
- チェコ語 Pipilota Citrónie Cimprlína Mucholapka Dlouhá punčocha
- デンマーク語 Pippi Langstrømpe
- オランダ語 Pippi Langkous
- 英語 Pippi Longstocking
- エスペラント語 Pipi Ŝtrumpolonga
- エストニア語 Pipi Pikksukk
- フェロー語 Pippi Langsokkur
- フィリピン語 Potpot Habangmedyas
- フィンランド語 Peppi Pitkätossu
- フランス語 Fifi Brindacier（"鋼鉄の髪の房のフィフィ"）
- ガリシア語 Pippi Mediaslongas
- グルジア語 პეპი გრძელიწინდა Pepi Grdzelitsinda または პეპი მაღალიწინდა Pepi Magalitsinda
- ドイツ語 Pippilotta Viktualia Rollgardina Pfefferminz (本) または Schokominza (映画) Efraimstochter Langstrumpf
- ギリシア語 Πίπη η Φακιδομύτη Pípē ē Fakidomýtē（"そばかす鼻の少女ピッピ"）
- ヘブライ語 בילבי בת-גרב Bilbi Bat-Gerev または גילגי Gilgi または音義対応翻訳 בילבי לא-כלום bílbi ló khlum[36]:p.28（古い翻訳）
- ハンガリー語 Harisnyás Pippi
- アイスランド語 Lína Langsokkur
- インドネシア語 Pippilotta Viktualia Gorden Tirai Permen Efraimputri Langstrump[37]
- アイルランド語 Pippi Longstocking
- イタリア語 Pippi Calzelunghe
- 日本語 長くつ下のピッピ
- カレリア語 Peppi Pitküsukku
- 朝鮮語 말괄량이 소녀 삐삐 Malgwallyang-i Sonyeo Ppippi
- クルド語 Pippi-Ya Goredirey
- ラトビア語 Pepija Garzeķe
- リトアニア語 Pepė Ilgakojinė
- マケドニア語 Пипи долгиот чорап Pipi dolgot chorap
- モンゴル語 Урт Оймст Пиппи Urt Oimst Pippi
- ノルウェー語 Pippi Langstrømpe
- ペルシア語 پیپی جوراببلنده Pipi Jôrâb-Bolandeh
- ポーランド語 Pippi Pończoszanka または Fizia Pończoszanka
- ポルトガル語 Píppi Meialonga（ブラジル）、Pipi das Meias Altas（ポルトガル）
- ルーマニア語 Pippi Șosețica（ルーマニア）、Pepi Ciorap-Lung（モルドバ）
- ロシア語 Пеппи Длинный Чулок Peppi Dlinnyj Chulok or Пеппи Длинныйчулок Peppi Dlinnyjchulok
- スコットランド・ゲール語 Pippi Fhad-stocainneach[38]
- スコットランド語 Pippi Langstoking
- セルビア語、クロアチア語、モンテネグロ語、ボスニア語 Pipi Duga Čarapa / Пипи Дуга Чарапа
- スロバキア語 Pipi Dlhá Pančucha
- スロベニア語 Pika Nogavička
- スペイン語 Pipi Calzaslargas (Spain), Pippi Mediaslargas or Pippa Mediaslargas (Latin America)
- シンハラ語: දිගමේස්දානලාගේ පිප්පි Digamēsdānalāgē Pippi
- タイ語 ปิ๊ปปี้ ถุงเท้ายาว Bpíp-bpîi Tǔng-Táo-Yaao
- トルコ語 Pippi Uzunçorap
- ウクライナ語 Пеппі Довгапанчоха Peppi Dovhapanchokha
- ウルドゥー語 Pippī Lambemoze
- ベトナム語 Pippi Tất Dài
- ウェールズ語 Pippi Hosan-hir
- イディッシュ語 פּיפּפּי לאָנגסטאָקקינג Pippi Longstokking

## 文化的影響
『長くつ下のピッピ』は出版されるやいなやスウェーデンで人気を博し、1940年代の終わりには30万部が売れ、ラベン&シェーグレン社は差し迫った財政的な破綻から救われた。これには、オレニウスのマーケティングが大きく貢献している。彼女はこの本がラジオで頻繁に読まれるようにした。また、1946年3月には、ストックホルム市民会館にある自身の子供向け劇場で、図書館カードだけで入場できるこの本の一般向け公演を開催した。この公演は、ノーショーピング、ヨーテボリ、エシルストゥーナなど、スウェーデンの他の都市でも行われた。この本が成功したもうひとつの要因は、スウェーデンの児童文化に影響力のある評論家、エヴァ・フォン・ツヴァイベルクとグレタ・ボーリンが、それぞれダーゲンス・ニュヘテル紙とスヴェンスカ・ダーグブラーデット紙に寄稿した2つの好意的な書評で、主人公を「解放的な力」と賞賛したことである。ツヴァイベルクは「ピッピは、彼女のような大きな自由を持たない普通の子どもたちのはけ口になる」と書き、ボーリンも「ピッピのユーモアやおどけたところは、同じ理由で大人にも魅力的だ」と同意した。
その後の『長くつ下のピッピ』への批評は、フォン・ツヴァイベルクとボーリンの一般的な意見を反映したものであったが、1946年8月にジョン・ルンドクイストがアフトンブラーデット紙に掲載した「BAD AND PRIZEWINNING」と題した記事では批判的意見が述べられた。ルンド大学の教授であったルンドクイストは、この本は出来が悪く、子供に有害であり、ピッピ自身も精神的に参っていると主張した。さらに、教師向けの雑誌『Folkskollärarnas Tidning』の記事や、雑誌に寄せられた読者からの手紙で、ピッピの「不自然」で有害と思われる行動に対する批判が続いた。このようなピッピの子供時代の行動をめぐる議論は、続編の『ピッピ 船にのる』（1946年10月）の書評にも反映され、中には書評の中でルンドクイストの議論に応答するものもあった。しかし、ピッピの人気は衰えず、さまざまな商品化、翻案、広告に登場した。
1950年、『長くつ下のピッピ』は、ルイス・グランツマンの挿絵を使ってバイキングブックス社によってアメリカ英語に翻訳された。この作品はベストセラーにはならなかったが、発売後、売上は向上し、2000年までに500万部以上が販売された。アメリカの批評家たちは、ピッピの行動を「破壊的」とか「問題がある」とは思わず、むしろ「無害」で「面白い」と評価していた。エヴァ・マリア・メトカーフは、ピッピは外国人のキャラクターであると同時に、ナンセンスだと思われているキャラクターとして「二重の距離」を置かれていたため、スウェーデンで先に小さな論争を巻き起こしていた彼女の破壊的な行動を最小限に抑えることができたと主張している。アメリカでのピッピとリンドグレーンの知名度が上がった結果、後の作品でのピッピの行動は、文芸評論家によってより批判的に吟味されるようになった。その中には、以前の批評で賞賛されていた「陽気で無意味な行動、心の善良さ、精神の自由」を確信できない者もいた。『ホーン・ブック・マガジン』やサタデー・レビューに掲載された『ピッピ 南の島へ』の批評では、ピッピは初期の作品に比べて魅力的ではないとされ、『サタデー・レビュー』では「騒がしくて無作法で面白くない」と評された。
1969年2月8日にスウェーデンで放映開始された「長くつ下のピッピ」は、13週間にわたって放送され、多くのファンを獲得した影響力のあるテレビドラマである。監督は、後にリンドグレーンの他の作品の監督を務めるウッレ・ヘルボムである。インゲル・ニルソンがピッピ役で出演し、テレビシリーズが放送されると、共演したトミー役のペール・スンドベリ、アニカ役のマリア・ペルソンとともに一躍有名になった。小説では名前のないピッピの馬は、このテレビシリーズでは「Lilla Gubben（小さな老人）」と呼ばれていた。リンドグレーンは、あまり知られていないスウェーデン映画の『 長くつ下のピッピ』（1949年）にかなり不満を持っていたため、テレビ映画の脚本を書いたが、映画よりも本のストーリーに忠実であった。学者のクリスティーン・アン・ホルムルンドは、この2つのピッピの違いについて簡単に説明した。すなわち、ヴィヴェカ・セルラキウスが演じたピッピは、他のピッピには見られないような中流階級の感覚を持っていることがある。対照的に、ヘルボムのテレビシリーズとそれに続く1970年のタイアップ映画『長くつ下のピッピ』と『続・長くつ下のピッピ』のピッピは、スウェーデンのヒッピーを彷彿とさせる「異常で、異世界的でさえある」、周期的に性別を超えたボヘミアンである。ホルムルンドは、グンヴァルとヘルボムの両作品とも、彼女を「愛すべき風変わりな少女」として描いていると主張した。

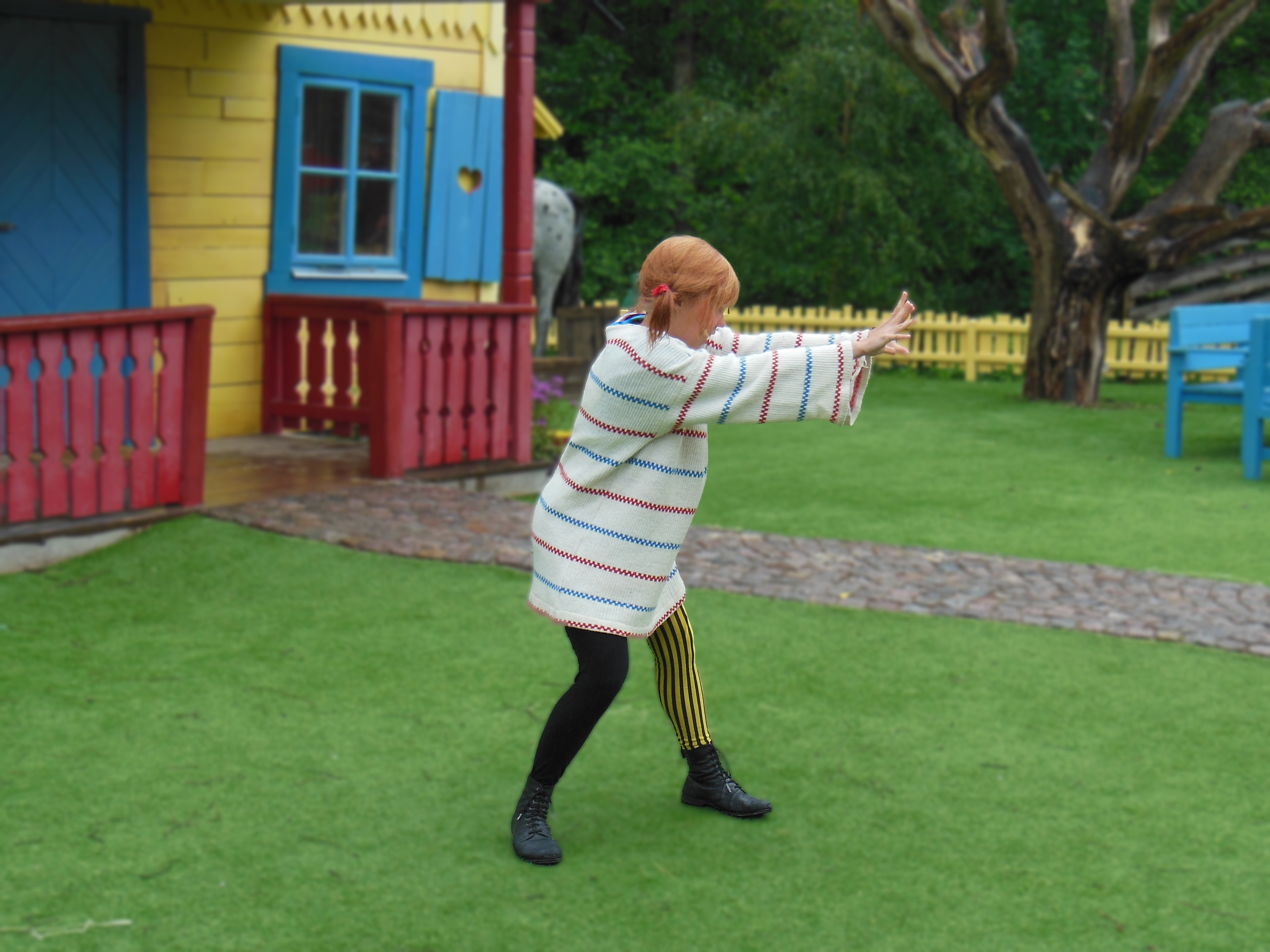
アストリッド・リンドグレーン・ワールドのごたごた荘の模型の前でピッピを演じる俳優。

21世紀になってもピッピの人気は衰えず、好きな児童文学のキャラクターやフェミニストのキャラクターの一覧にもしばしば登場する。ピッピはリンドグレーンの作品の中でも最もよく知られており、スウェーデンのヴィンメルビューにあるリンドグレーンの作品をテーマにしたテーマパーク「アストリッド・リンドグレーン・ワールド」において登場したり、スウェーデン国立銀行が発行するスウェーデンの20クローナ紙幣の裏面にも登場している。また、スロベニアで開催される子供向けのお祭り「Pika's Festival」は、ピッピにちなんで名付けられた。また、ピッピは他の文学作品にも影響を与えている。スティーグ・ラーソンは、「ミレニアム」シリーズのリスベット・サランデルというキャラクターについて、大人になったピッピの姿を想像してインスピレーションを得た。ピッピは批評家の間でも人気が高く、彼女の魅力のひとつとして、その自由さが挙げられることが多い。インデペンデント紙のポール・ビンディングは、ピッピを「単に女の子が大胆に男の子をやるだけでない」と評し、「その豪快さと創意工夫で、女の子と男の子の憧れや密かな心理的要求に訴えかけ、実際に世界中の読者を幸せに結びつけてきた」と述べた。テレグラフ紙のスザンナ・フォレストは、ピッピを「今でも奇想天外で現代的」、「屋根の上を走ったり、悪者をやっつけたりする究極の想像上の友達」と評した。アニータ・シルヴィーは『100 Best Books for Children』の中で、ピッピを「完璧なファンタジー・ヒロイン —監視されずに生きているが、計画を実行するためのお金は無限にある—」と称賛した。

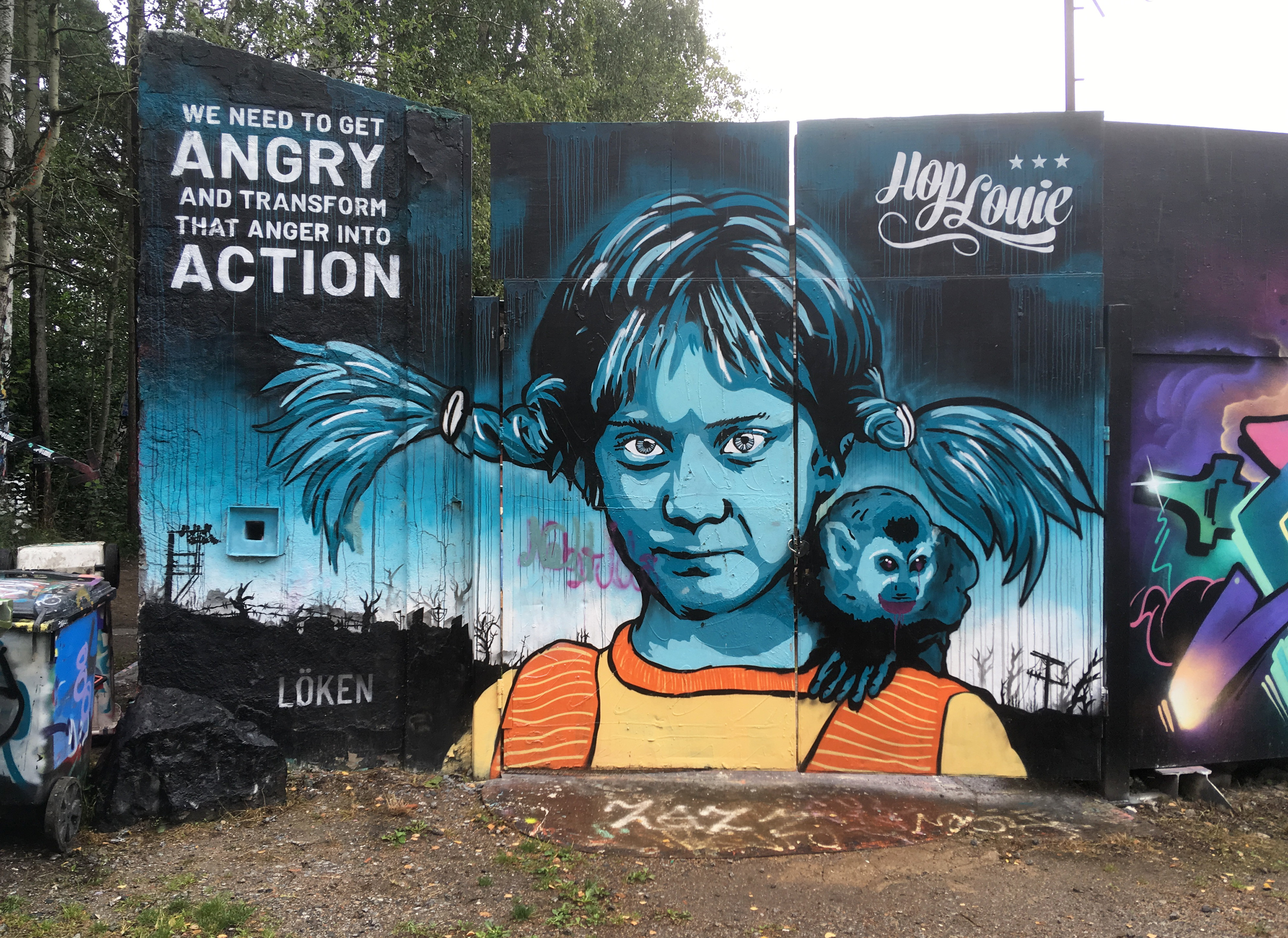
長くつ下のピッピとして描かれたグレタ・トゥーンベリ

ピッピの翻訳版は検閲の対象とされてきた。フランスで出版された『長くつ下のピッピ』の検閲版では、ピッピの性格が「奇妙で不適応な子供」ではなく「すてきなお嬢さん」に変更された。また、出版社のアシェットは、ピッピがウマを持ち上げられることがフランスの子供の読者には非現実的に映ると考え、ポニーに変更した。この変更に対し、リンドグレーンはアシェット社に、実在のフランスの女の子がポニーを持ち上げている写真を渡してほしい、その子は重量挙げのキャリアを「確実に」持っているはずだ、と要求した。サラ・ヴァン・デン・ボシュは、『長くつ下のピッピ』がフランスではほとんど評価されなかったのに対し、ドイツやスウェーデンでは、「反権威主義的な傾向」という論争を巻き起こしながらも、すぐにそれぞれの国の児童文学の「正典」として受け入れられたのは、検閲の結果、論争が起こらなかったからではないかとの仮説を立てている。1995年にはフランスで未検閲版の『長くつ下のピッピ』が発売され、フランスの読者を「ひどくびっくり」させたものの、ドイツやスウェーデンのような文化的地位を得るには至らなかった。
また、このキャラクターは、児童文学における潜在的に侮辱的な人種表現をどう扱うかという議論の中心にもなってきた。2014年、スウェーデンの公共放送SVTは、アストリッド・リンドグレーンの相続人の承認を得て、1969年にテレビ放映された『長くつ下のピッピ』を編集した。1回目の編集では、ピッピが父親のことを「黒人の王様」と呼ぶ場面を削除し、2回目の編集では、ピッピが「中国語」で歌うふりをすることは残したものの、目を斜めにする描写を削除した。アフトンブラーデット紙がFacebook上で行った最初の2万5千人のスウェーデン人読者の投票では、81%が「長くつ下のピッピ」から時代遅れの人種差別的な言葉や概念を取り除くことに反対し、ダーゲンス・ニュヘテル紙のコラムニストErik Helmersonは、この変更を検閲と呼んだ。リンドグレーンの孫の一人であるニルス・ニイマンは、このような編集をしなければ、女性のエンパワーメント（権限付与）というピッピのメッセージが薄れてしまうのではないかと主張し、編集を擁護した。

## 書籍版

### 小説
- 『長くつ下のピッピ』Pippi Långstrump（1945年）、イングリッド・ニイマン絵
- 『ピッピ 船にのる』Pippi Långstrump går ombord（1946年）、イングリッド・ニイマン絵
- 『ピッピ 南の島へ』Pippi Långstrump i Söderhavet（1948年）、イングリッド・ニイマン絵

### 絵本
- 『こんにちは、長くつ下のピッピ』Känner du Pippi Långstrump?（1947年）、アストリッド・リンドグレーン作、イングリッド・ニイマン絵。日本語訳版: いしいとしこ訳、2004年、徳間書店、ISBN 9784198618216
- 『ピッピ、南の島で大かつやく』Pippi Långstrump på Kurrekurreduttön（2004年）、アストリッド・リンドグレーン作、イングリッド・ニイマン絵。日本語訳版: いしいとしこ訳、2006年、徳間書店、ISBN 9784198621889
- 『ピッピ、公園でわるものたいじ』Pippi Långstrump i Humlegården（2000年）、アストリッド・リンドグレーン作、イングリッド・ニイマン絵。日本語訳版: いしいとしこ訳、2009年、徳間書店、ISBN 9784198627430
- 『ピッピ、お買い物にいく』Pippi går i affärer（2014年）、アストリッド・リンドグレーン作、イングリッド・ニイマン絵。日本語訳版: いしいとしこ訳、2015年、徳間書店、ISBN 9784198639662

以下はスウェーデンで出版された絵本、本の一覧である。
- Känner du Pippi Långstrump?（1947年）長くつ下のピッピを知ってる？
- Pippi Långstrump har julgransplundring（英語版）（1948年）ピッピのクリスマスツリーのかたづけパーティー
- Sjung med Pippi Långstrump（1949年）ピッピと一緒に歌おう
- Pippi flyttar in（1969年）ピッピは引っ越す
- Pippi håller kalas（1970年）ピッピはパーティーを開く
- Pippi är starkast i världen（1970年）ピッピは世界で一番強い
- Pippi går till sjöss（1971年）ピッピは外洋へ出る
- Pippi vil inte bli stor（1971年）ピッピは大きくなりたくない
- Pippi Långstrump i Humlegården（2000年）フムレゴーデンの長くつ下のピッピ
- Pippi Långstrump på Kurrekurreduttön（2004年）クレクレドット島の長くつ下のピッピ
- Pippi hittar en spunk（2008年）ピッピはスプンクを見つける
- Pippi går i affärer（2014年）ピッピ、お買い物にいく

## 映画とテレビシリーズ

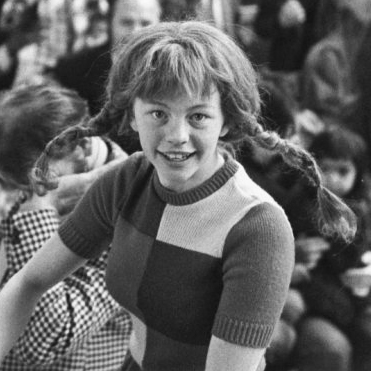
オッレ・ヘルボム版の映画では、インゲル・ニルソンがピッピを演じた。写真はアムステルダムでのイベントで1972年に撮影されたものである。

- 『長くつ下のピッピ（英語版）』（1949年）、スウェーデン映画、監督: ペール・グンヴァル
- 『長くつ下のピッピ（英語版）』（1961年）、米国で作られた映画
- 『長くつ下のピッピ（英語版）』（1969年）、テレビシリーズ、監督: オッレ・ヘルボム
  - テレビシリーズを再編集した映画
  - 『長くつ下のピッピ（英語版）』（1969年）、監督: オッレ・ヘルボム
  - 『ピッピ 船にのる（英語版）』（1969年）、監督: オッレ・ヘルボム
- スウェーデン・西ドイツの共同制作、1969年のテレビシリーズのスタッフ、キャストで2本制作された。
  - 『長くつ下のピッピ（英語版）』（1970年）、DVD版タイトル「ピッピの宝島」
  - 『続・長くつ下のピッピ（英語版）』（1970年）
- 『存在しない都市の冒険（英語版）』（"Пеппи Длинныйчулок"）（1974年）、ソビエト映画、監督: レオニード・ネチャーエフ（英語版）
- 『長くつ下のピッピ（スウェーデン語版）』（1982年）、ソビエト映画、監督: マルガリータ・ミカエリャン
- 『長くつ下ピッピの冒険物語（英語版）』（1988年）、ファンタジー冒険ミュージカル映画、監督: ケン・アナキン
- 『長くつ下のピッピ（英語版）』（1997年）、カナダのアニメ映画
- 『長くつ下のピッピ（英語版）』（1997年）、カナダのテレビアニメ